# Buster Edwards
Ronald Christopher „Buster“ Edwards (* 27. Januar 1931; † 28. November 1994 in Lambeth, London) war ein britischer Boxer, Nachtclubbesitzer und Mitglied der Bande, die 1963 den großen Postzugraub (englisch: Great Train Robbery) durchführte. Sein Spitzname, wörtlich übersetzt ‚Bursche‘, bedeutet in der Halbwelt ‚Durchdrücker‘ oder auch ‚Knochenbrecher‘.

## Überfall auf den Postzug 1963
Am 8. August 1963 überfiel Edwards zusammen mit Ronald Biggs, Bruce Reynolds, Charlie Wilson („Der Schweiger“), Roy James („Das Wiesel“), Thomas Wisbey, Robert Welch, Gordon Goody, James Hussey, Rodger Cordrey, James White und einigen Unbekannten um 3:10 Uhr morgens den königlichen Postzug von Glasgow nach London. Der Zug wurde bei Sears Crossing in Ledburn, nahe Mentmore in der Grafschaft Buckinghamshire, durch ein manipuliertes Zugsignal zum Stehen gebracht und 1,5 km weiter bis zur Bridego-Brücke gefahren. Einer der Posträuber (angeblich Edwards) schlug den Lokführer Jack Mills nieder, der eine Gehirnerschütterung und ein bleibendes Trauma davontrug. Mills starb sieben Jahre später an Leukämie.
Die Beute bestand aus 120 Geldsäcken mit £ 2.631.684 (nach heutigem Wert etwa 74 Millionen Pfund Sterling bzw. 88 Millionen Euro).
Edwards floh später mit seiner Familie nach Acapulco, Mexiko, wo er auf seine Komplizen Reynolds und Wilson traf und mit Reynolds und seiner Familie zusammen lebte; Wilson setzte sich später nach Kanada ab.

## Rückkehr nach England 1966
Aus Heimweh und Geldmangel kehrte Edwards jedoch 1966 über Köln nach England zurück, wurde wenig später gefasst und zu 15 Jahren Gefängnis verurteilt. Nach der vorzeitigen Entlassung im Jahre 1975 betrieb er einen Blumenstand am Londoner Bahnhof Waterloo.
1988 entstand der Film Buster über Edwards Rolle beim Postzugraub, die männliche Hauptrolle spielte Phil Collins.

## Privatleben
Edwards war seit 1952 mit June Rose verheiratet, das Paar hatte eine gemeinsame Tochter. 1994 erhängte er sich mit 63 Jahren.